# Theodor Wilhelm Brüel
Theodor Wilhelm Brüel (* 1810 in Lautenthal; † 11. April 1885 in Hannover) war ein hannoverscher Münztechniker und Finanzrat.

## Leben

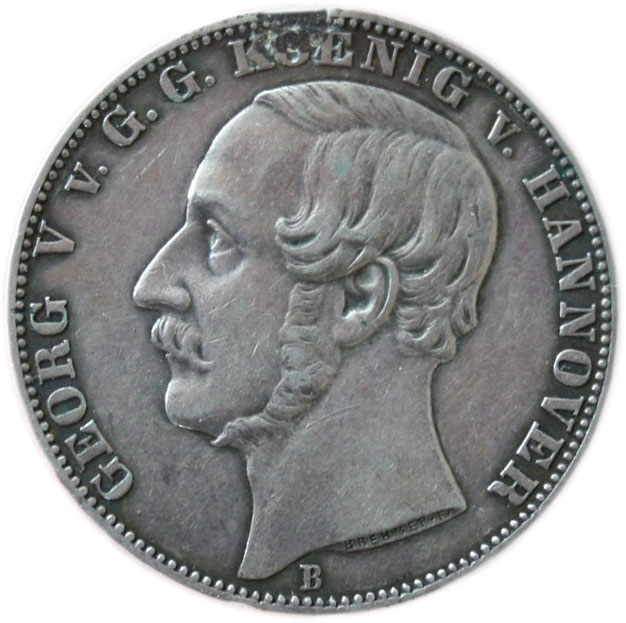
1 (silberner) Taler des Königreichs Hannover von 1865 mit dem Porträt von König Georg V., der Signatur „BREHMER F.“ am Halsabschnitt und dem Mmz. B für Brüel

Theodor Wilhelm Brüel wurde zur Zeit des Kurfürstentums Braunschweig-Lüneburg während der Personalunion zwischen Großbritannien und Hannover und der sogenannten „Franzosenzeit“ 1810 geboren als ältester Sohn des in Lautenthal im Harz tätigen Hüttenschreibers Brüel.
In den frühen Jahren des Königreichs Hannover wurde Brüel 1822 Silberhütten-Eleve und für ein Jahr zum Studium nach Göttingen geschickt. 1836 wurde er zum Silberhütten-Gehilfen ernannt. 1837 wurde er zum weiteren Studium nach Berlin gesandt und erhielt 1838 die Stelle eines Berg-Gegenprobierers.
Bereits 1835 nahm Brüel als einer der Sachverständigen bei der ersten Ausstellung des Gewerbevereins für das Königreich Hannover teil.
1837 befuhr Brüel als seinerzeitiger Hüttengehilfe das Messingwerk bei Heegermühle (bei Eberswalde). Hierüber verfasste er handschriftlich einen Befahrungsbericht, der später in die Universitätsbibliothek Clausthal gelangte.
Am 8. Januar 1839 wurde Brüel Münzwardein an der Münze Hannover unter dem Münzmeister Carl Schlüter. Nach dem Tode Schlüters wurde er am 8. Mai 1844 zum Münzmeister ernannt.
1853 erhielt Brüel den Titel eines Finanzrats. 1855 trat er in das Ministerium von Wilhelm von Borries ein, und erhielt im Folgejahr 1856 von König Georg V. von Hannover den Titel eines Geheimen Finanzrats verliehen sowie die Position des Generalsekretärs des hannoverschen Finanzministeriums.
1857 handelte er als Bevollmächtigter des Königreichs Hannover für den beabsichtigten Münzvertrag zwischen dem Kaiserreich Österreich und dem Fürstentum Liechtenstein einerseits und den Staaten des Deutschen Zollvereins andererseits.
Brüel wirkte zudem als Mitglied des Hannoverschen Staatsrats und der Kommission auf dem Schloss Marienburg.
Brüel zeichnete seine Münzen – ähnlich wie sein Vorgänger Ludewig August Brüel, der mitunter jedoch auch sein Münzmeisterzeichen LB verwendete – mit dem Buchstaben B.
Auch nachdem nach der Schlacht bei Langensalza 1866 das Königreich Preußen den kleineren Staat Hannover annektiert hatte, blieb Brüel bis zu seinem Eintritt in den Ruhestand am 1. Dezember 1868 Vorstand der hannoverschen Münze.
Wilhelm Brüel war Träger der Königlich Hannoverschen Guelphen-Ordens IV. Klasse.

## Schriften
- handschriftlicher Bericht über die 1837 erfolgte Befahrung des Messingwerks Hegermühle[4]